# Хелдрунген
Хелдрунген (на немски: Heldrungen) е бивш град в Германия, провинция Тюрингия с 2266 жители към 31 декември 2016 г.

## История
Споменат е за пръв път през 777 г. Градът е известен със замъка Хелдрунген, построен от 1512 до 1519 г.
Император Карл V дава на Хелдрунген права на град на 10 август 1530 г. През 2019 г. е обединен с още няколко селища в град Ан дер Шмюке.